# Ashland (Nebraska)
Ashland es una ciudad ubicada en el condado de Saunders en el estado estadounidense de Nebraska. En el Censo de 2010 tenía una población de 2453 habitantes y una densidad poblacional de 841,13 personas por km².

## Geografía
Ashland se encuentra ubicada en las coordenadas 41°2′25″N 96°22′13″O / 41.04028, -96.37028. Según la Oficina del Censo de los Estados Unidos, Ashland tiene una superficie total de 2.92 km², de la cual 2.85 km² corresponden a tierra firme y (2.31%) 0.07 km² es agua.

## Demografía
Según el censo de 2010, había 2453 personas residiendo en Ashland. La densidad de población era de 841,13 hab./km². De los 2453 habitantes, Ashland estaba compuesto por el 97.59% blancos, el 0.2% eran afroamericanos, el 0.16% eran amerindios, el 0.24% eran asiáticos, el 0% eran isleños del Pacífico, el 0.33% eran de otras razas y el 1.47% pertenecían a dos o más razas. Del total de la población el 2.57% eran hispanos o latinos de cualquier raza.